# ルース・パトリック

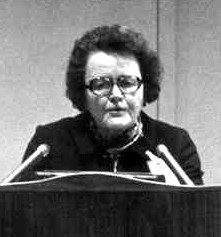
ルース・パトリック

ルース・パトリック（Ruth Myrtle Patrick、1907年11月26日 - 2013年9月23日）はアメリカ合衆国の植物学者 、湖沼学者（limnologist）である。珪藻および淡水生態学を専門とした。淡水生態系の健全さの指標を作り、多くの研究機関を設立した。生涯2度結婚したが学術論文は、旧姓のパトリック名義で発表した。

## 略歴
カンザス州のトピカで生まれた。父親は銀行家で法律家であったが、コーネル大学で植物学の学位を取った人物でアマチュア科学者であった。父親は日曜の午後、ルースと妹をつれて自らの研究資料、特に珪藻を収集した。カンザスシティの高校を卒業した後、母親の意向でサウスカロライナ州、ハーツビルの女子校、コーカー・カレッジ（Coker College）に入学するが、父親は科学教育が受けるためのサマー・コースに通わせた。コーカー・カレッジを卒業した後、バージニア大学に入学し、1931年に修士号、1934年に博士号を取得した。
ヴァージニアからノースカロライナの間を占める沼地地域 グレート・ディズマル・スワンプ（Great Dismal Swamp）の珪藻化石を研究し、かつて森であった場所が海水の氾濫を受けたことを示した。同じようにグレートソルトレイク砂漠の地域の成立史も研究した。
1929年からの世界恐慌のさなかであったので、フィラデルフィア自然科学アカデミーで顕微鏡技術の学芸員として無給で8年間働いた後、1945年に有給の職員となり、1947年に湖沼学部門の研究職が作られその職に就いた 。その後もフィラデルフィア自然科学アカデミーで長く働いた。
多くの著作を出版し、1972年にアメリカ生態学会（Ecological Society of America）からEminent Ecologist Awardを受賞し、1976年に米国科学アカデミーのフェローに選ばれた。1993年にアメリカ哲学協会のベンジャミン・フランクリン・メダル、1996年にアメリカ国家科学賞などを受賞した。
サウスカロライナ州のエイキンにあるRuth Patrick Science Education Centerは彼女の名前がつけられている。湖沼学・海洋学会（Association for the Sciences of Limnology and Oceanography）ではルース・パトリック賞が創設された。
ベンジャミン・フランクリンの子孫の昆虫学者、チャールズ・ホッジ4世（Charles Hodge IV）および法律家のルイス・ヴァン・デューセン（Lewis H. Van Dusen, Jr）と結婚したが、父親の希望を聞いて、学術論文はパトリック名義で執筆した。ホッジとの間の息子も昆虫学者となった。